# Vinicio Capossela

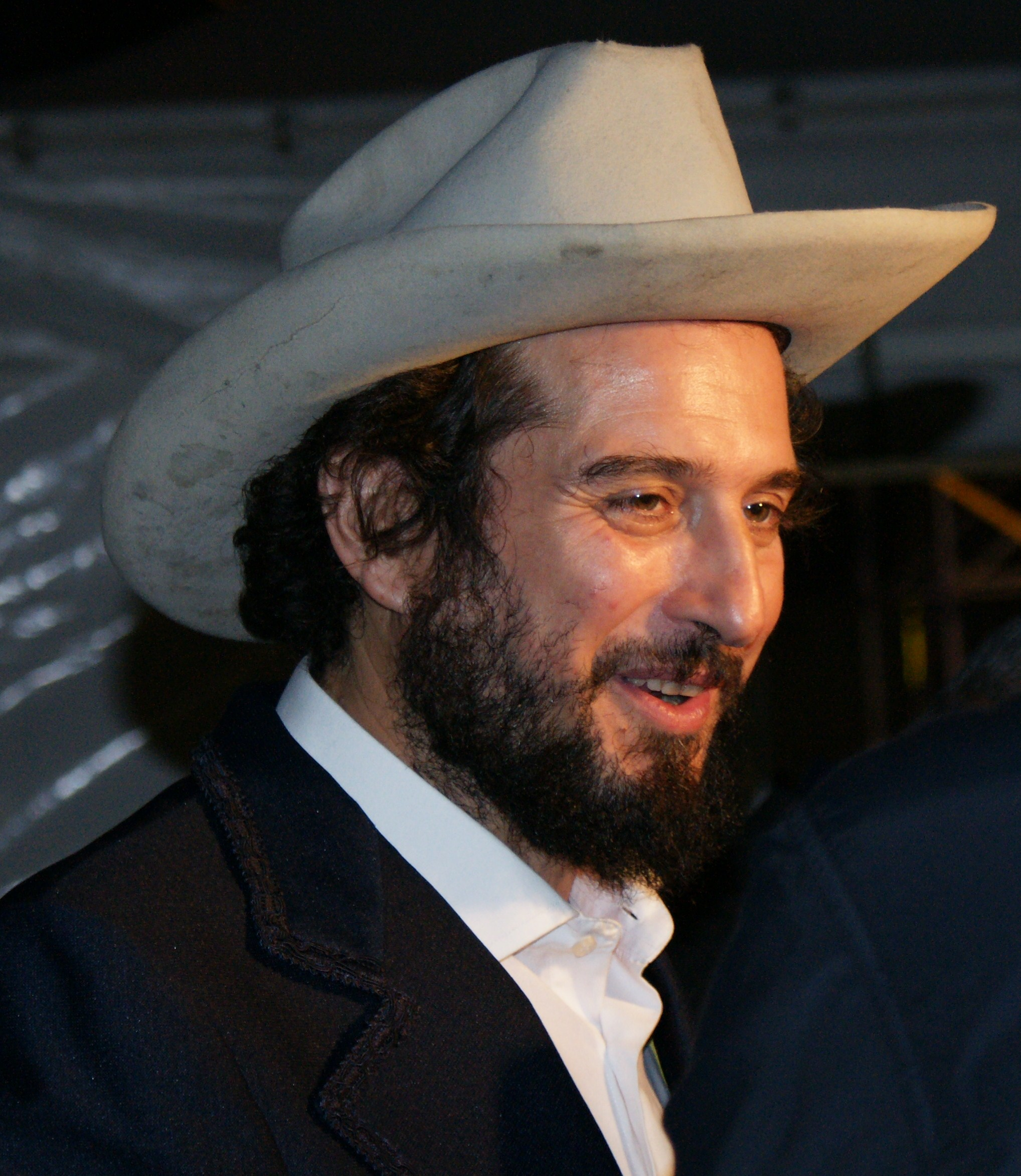
Vinicio Capossela

Vinicio Capossela (Hannover, 14 december 1965) is een Italiaans zanger en muzikant.
Capossella gebruikt in zijn muziek verschillende invloeden, uit onder meer blues, opera, jazz, de avant-garde en Italiaanse folkmuziek. Zijn werk is verder onder meer beïnvloed door de Amerikaanse muzikant Tom Waits en door de Duits-Amerikaanse componist Kurt Weill. De teksten die Capossela gebruikt in zijn songs zijn gebaseerd op literaire teksten van onder meer John Fante, Geoffrey Chaucer, Louis-Ferdinand Céline, Oscar Wilde en Samuel Taylor Coleridge. Caposella werkt regelmatig samen met Marc Ribot, bekend als gitarist van Tom Waits.
Capossela werd geboren uit Italiaanse ouders in Hannover (Duitsland). In zijn vroege jeugd verhuisde hij al naar Campania. Sinds 1987 woont hij in Milaan.

## Discografie
- All'una e trentacinque circa - 1990
- Modì - 1991
- Camera a sud - 1994
- Il ballo di San Vito - 1996
- Liveinvolvo - 1998 - (Live Album)
- Canzoni a manovella - 2000
- L'indispensabile - 2003
- Ovunque proteggi - 2006
- Nel niente sotto il sole - Grand tour 2006 - 2007 - (Live Album)
- Da solo - 2008 - (ITA Platinum 90,000+)
- Solo Show Alive - 2009 - (Live Album)
- The Story-Faced Man - 2010
- La nave sta arrivando - 2011 - (EP)
- Marinai, profeti e balene - 2011
- Rebetiko Gymnastas - 2012

### Boeken door Vinicio Capossela
- Vinicio Capossela, Non si muore tutte le mattine, ISBN 88-07-01647-8, Feltrinelli, Milaan (2004)
- Vinicio Capossela, Vincenzo Costantino Cinaski, In clandestinità, ISBN 978-88-07-01785-8, Feltrinelli, Milaan (2009)
- Vinicio Capossela,  Tefteri - Il libro dei conti in sospeso, ISBN 9788842819417, Il Saggiatore, Milaan (2013)

### Boeken over Vinicio Capossela
- Elisabetta Cucco, Vinicio Capossela. Rabdomante senza requie, ISBN 88-86784-31-7, Auditorium, Milaan (2005)
- Vincenzo Mollica, Niente canzoni d'amore + DVD  Parole e canzoni, ISBN 88-06-18668-X, Einaudi, Turijn (2006)
- Massimo Padalino, Il ballo di San Vinicio, ISBN 978-88-6231-083-3, Arcana (2009)